# Arthur Chuquet
Arthur Maxime Chuquet (né le 1er mars 1853 à Rocroi - mort le 7 juin 1925 à Villemomble) est un historien français, spécialiste de l'Allemagne et de la période révolutionnaire et napoléonienne.

## Biographie
Fils d'un fonctionnaire de la douane établi à Metz, Arthur Chuquet est élève à l'école primaire de la place Friedland puis entre au lycée de la ville en 1862 pour en sortir en 1870 avec un baccalauréat ès lettres. La même année, il sert dans la garde nationale à Metz.
En 1871, il entre à l'École normale supérieure où il étudie l'histoire et la littérature auprès d'Ernest Bersot et de Louis Edmond Gusse jusqu'en 1874. En 1874, il part faire un voyage d'études en Allemagne, à Leipzig, où il suit les cours de Georg Curtius, Rudolf Hildebrand (de) et Friedrich Zarncke. Entre 1875 et 1876, il est auditeur invité aux conférences de Heinrich von Treitschke, Karl Viktor Müllenhoff et Theodor Mommsen.
Chuquet passe l'agrégation d'allemand en 1876, date à laquelle il commence à exercer au Lycée Saint-Louis de Paris. Il garde ce poste jusqu'en 1886, date à laquelle il devient professeur de littérature allemande à l'École normale supérieure. Il passe sa thèse sur la Campagne d'Argonne de 1792 en 1887.
Il reçoit le grand prix Gobert de l'Académie française en 1887.
Il est directeur de publication de la Revue critique d'histoire et de la littérature de 1888 à 1924. Suppléant de Guillaume Guizot, il est nommé titulaire de la chaire de Langues et littératures d'origine germanique au Collège de France à partir de 1893 avant d'être élu membre de l'Académie des sciences morales et politiques en 1900. De 1901 à 1921, il est professeur d'allemand à l'École supérieure de guerre à Paris.

## Ouvrages
- Le Général Chanzy 1823-1883, Paris : librairie Léopold Cerf, 1884 (4e édition en ligne)
- La Campagne de l'Argonne (1792), thèse présentée à la Faculté des Lettres de Paris, Paris : librairie Léopold Cerf, 1886 (en ligne)
- Les Guerres de la Révolution : 1. La Première invasion prussienne (11 août - 2 septembre 1792), Paris : librairie Plon, 1887 (3e édition en ligne)
- Les Guerres de la Révolution : 2. Valmy, Paris : librairie Léopold Cerf, 1887 (en ligne)
- Les Guerres de la Révolution : 3. La Retraite de Brunswick , Paris : librairie Plon, 1887 (3e édition en ligne)
- Les Guerres de la Révolution : 4. Jemappes et la conquête de la Belgique (1792-1793) , Paris : chez Léon Chailley, 1890, (lire en ligne)
- Les Guerres de la Révolution : 5. La Trahison de Dumouriez, Paris : librairie Plon, 1891 (lire en ligne)
- Les Guerres de la Révolution : 6. L'Expédition de Custine, Paris : librairie Plon, 1892 (en ligne)
- Les Guerres de la Révolution : 7. Mayence (1792-1793), Paris : librairie Plon, 1892 (4e édition en ligne)
- Les Guerres de la Révolution : 8. Wissembourg (1793) , Paris : librairie Plon, 1893 (3e édition en ligne)
- Les Guerres de la Révolution : 9. Hoche et la lutte pour l'Alsace, 1793-1794, Paris : chez Léon Chailley, 1893, (lire en ligne)
- J.-J.-Rousseau, Paris : chez Hachette, 1893 (lire en ligne)
- Valenciennes (1793), Paris : librairie Léopold Cerf, 1894. Accessible en texte intégral sur LillOnum.
- La Guerre 1870-71, Paris : chez Léon Chailley, 1895, (lire en ligne)
- Les Guerres de la Révolution : 10. Valenciennes (1793), Paris : librairie Plon, 1896 (2e édition en ligne)
- Les Guerres de la Révolution : 11. Hondschoote, Paris : librairie Plon, 1896 (lire en ligne)
- Paris en 1790, voyage de Halem. Traduction, introduction et notes par Arthur Chuquet (1896)
- La Jeunesse de Napoléon (3 volumes, 1898-1899) Texte en ligne 1, 2 & 3
- L'École de Mars (1794) (1899)
- L'Alsace en 1814 (1900)
- Études de littérature allemande (2 volumes, 1900-1902). Texte en ligne 1 2
- Stendhal-Beyle, Paris : librairie Plon, 1902 (lire en ligne)
- Dugommier (1738-1794) (1904)
- La Légion germanique : (1792-1793), Paris, Imprimerie militaire R. Chapelot et Cie, 1904, VII-386 p., in-8° (lire en ligne).
- Études d'histoire (7 volumes, 1905-1912)
- Un prince jacobin, Charles de Hesse ou le général Marat (1906)
- Journal de voyage du général Desaix : Suisse et Italie (1797). Publié avec introduction et notes par Arthur Chuquet (1907) Texte en ligne
- Souvenirs du baron de Frénilly, pair de France (1768-1828). Publié avec introduction et notes par Arthur Chuquet (1908) Texte en ligne
- Mémoires du général Griois (1792-1822). Publié par son petit neveu, avec introduction et notes par Arthur Chuquet (2 volumes, 1909) Texte en ligne 1 2
- Littérature allemande (1909)
- Épisodes et portraits (3 volumes, 1909-1911)
- Quatre généraux de la Révolution : Hoche et Desaix, Kléber et Marceau. Lettres et notes inédites suivies d'annexes historiques et biographiques (1911-1920)
- Ordres et apostilles de Napoléon (1799-1815) (4 volumes, 1911-1912)
- Lettres de 1792 (1911)
- Lettres de 1793 (1911) Texte en ligne
- Lettres de 1812 (1911)
- Lettres de 1815 (1911)
- La Campagne de 1812 - Mémoires du margrave de Bade - Traduction, introduction et notes (1912)
- Inédits napoléoniens (2 volumes, 1913-1919) Texte en ligne 1 2
- Le Général Dagobert (1736-1794). L'armée sous l'ancien régime et sous la Révolution ; Nice et Sospel ; les combats devant Perpignan ; la conquête de la Cerdagne ; représentants et généraux à l'armée des Pyrénées-Orientales, la Seu d'Urgel (1913)
- L'Année 1814. La campagne de France. Les alliés à Paris. Aux mois d'avril et de mai. En Alsace. Quelques généraux. L'île d'Elbe. Le congrès de Vienne. Lettres et mémoires (1914)
- Dumouriez (1914) Texte en ligne
- De Frédéric II à Guillaume II. Chiffon de papier, Reims et Dresde, Hermann et Roland, Pangermanisme, Alsace et Belgique, Voix d'Amérique (1915)
- Allemands d'hier et d'aujourd'hui, esquisses historiques (1918)
- Les Chants patriotiques de l'Allemagne, 1813-1918 (1920)
- Le Départ de l'Ile d'Elbe (1921)

Articles
- « Le carnet du Soldat Kreuzer », dans La Revue hebdomadaire, éd. Nourrit et Cie, n° 8 (11e année/nouvelle série), du 20 février 1915, pp. 307-312